# Moisés Brandán
Álvaro Moisés Brandán Calachi (San Salvador de Jujuy, 8 febbraio 2000) è un calciatore argentino, difensore dell'Atl. Tucumán.

## Caratteristiche tecniche
Gioca come terzino destro.

## Carriera
Brandán è cresciuto nel settore giovanile dell'Atl. Tucumán, con cui ha debuttato il 19 marzo 2023 nell'incontro di Primera División pareggiato 1-1 contro il Barracas Central.

## Statistiche

### Presenze e reti nei club
Statistiche aggiornate al 4 agosto 2024.
| Stagione        | Squadra         | Campionato      | Campionato | Campionato | Coppe nazionali | Coppe nazionali | Coppe nazionali | Coppe continentali | Coppe continentali | Coppe continentali | Altre coppe | Altre coppe | Altre coppe | Totale | Totale | Totale |
| Stagione        | Squadra         | Comp            | Pres       | Reti       | Comp            | Pres            | Reti            | Comp               | Pres               | Reti               | Comp        | Pres        | Reti        | Pres   | Reti   |        |
| --------------- | --------------- | --------------- | ---------- | ---------- | --------------- | --------------- | --------------- | ------------------ | ------------------ | ------------------ | ----------- | ----------- | ----------- | ------ | ------ | ------ |
| 2023            | Atl. Tucumán    | PD              | 3          | 0          | CA+CdL          | 0               | 0               |                    | -                  | -                  |             | -           | -           | 3      | 0      |        |
| 2024            | Atl. Tucumán    | PD              | 4          | 0          | CA+CdL          | 0               | 0               |                    | -                  | -                  |             | -           | -           | 4      | 0      |        |
| Totale carriera | Totale carriera | Totale carriera | 7          | 0          |                 | 0               | 0               |                    | -                  | -                  |             | -           | -           | 7      | 0      |        |